# Лирический тенор

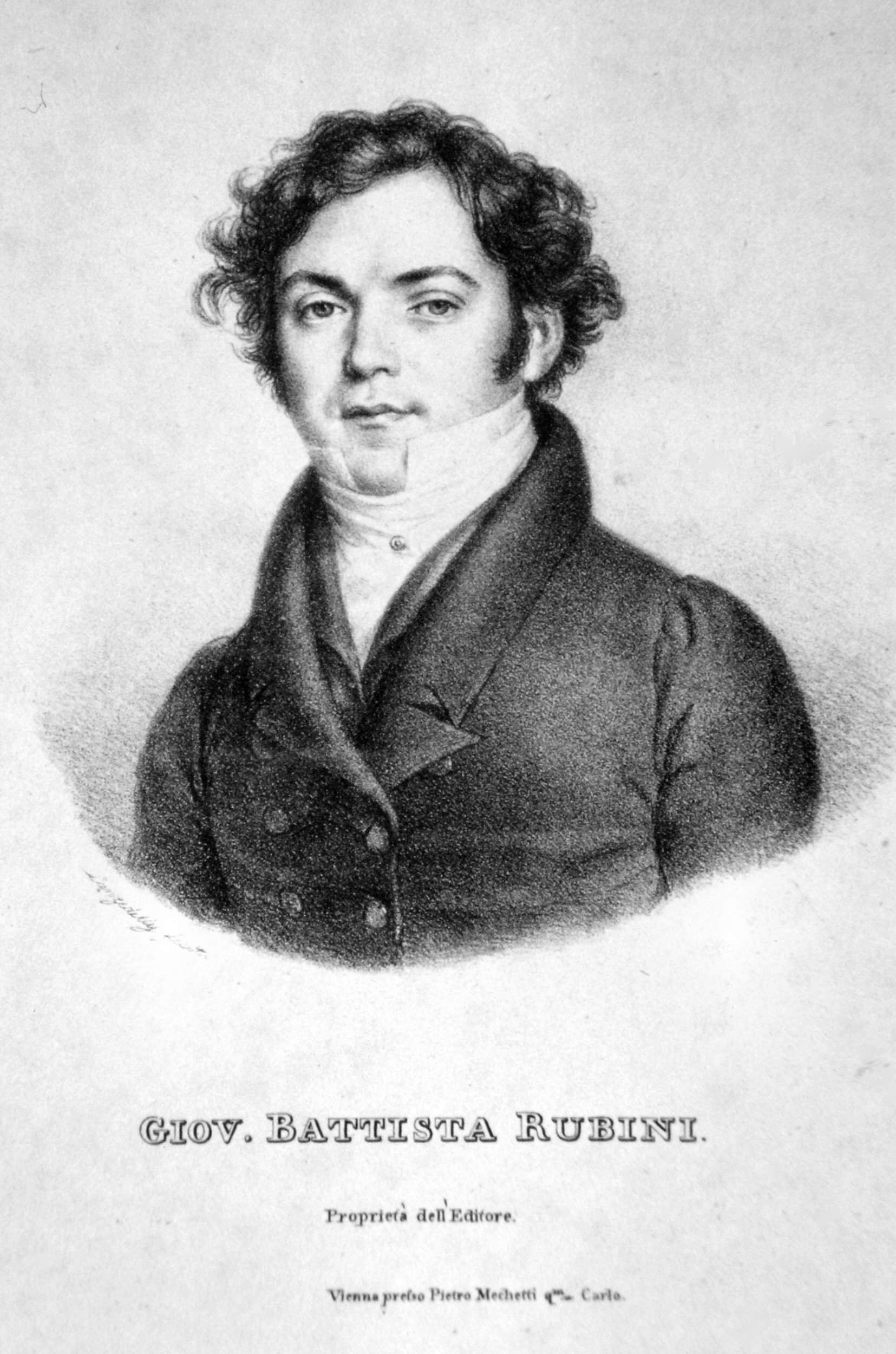
Дж. Б. Рубини — один из первых лирических теноров

Лири́ческий те́нор (итал. tenore lirico) — лёгкая разновидность тенора, уступающая по силе звучания драматическому тенору, но зато превосходящая его подвижностью и певучестью звука. Переходный тип между драматическим и лирическим тенором — spinto (меццо-характерный / лирико-драматический тенор). 
Диапазон голоса лирического тенора выше всех остальных типов тенора, за исключением тенора-альтино. Лирическому тенору поручается исполнение тех произведений, в которых необходимо выразить лирическую гамму чувств, где требуется мягкость, певучесть звука. В хоре лирические тенора обычно входят в партию первых теноров. 
Предшественником данного типа оперного певца считается Дж. Б. Рубини. К числу выдающихся лирических теноров XX века принадлежат Леонид Собинов, Беньямино Джильи, Тито Скипа, Сергей Лемешев, Николай Гедда, Альфредо Краус, Фриц Вундерлих, Лучано Паваротти. 
Некоторым лирическим тенорам со временем становится тесно в рамках лёгкого тенорового репертуара. Так, Паваротти в концертах регулярно исполнял драматичные номера из репертуара spinto, а начинавшие в качестве лирических теноров Дж. Ди Стефано и Х. Каррерас с возрастом настолько «утяжелили» свой репертуар, что исполняли даже партию Отелло в опере Верди (драматичнее которой партий не существует в принципе).

## Лёгкий лирический тенор
Самая лёгкая разновидность лирического тенора (итал. tenore lirico leggero) — тенор ди грация (итал. tenore di grazia, дословно «тенор изящества») — ассоциируется с партиями в операх Россини и с конца XX века часто выделяется в отдельную категорию (колоратурный тенор, россиниевский тенор и т. п.). Некоторые тенора этой категории (Р. Блейк, Б. Форд) способны петь и в тесситуре альтино, тогда как другие (Х. Д. Флорес, Л. Браунли, Х. Камарена, М. Миронов) предпочитают не выходить за пределы классического тенорового диапазона. В любом случае, репертуар таких певцов заметно отличается от репертуара Паваротти или Каррераса, тяготея к партиям из опер Россини.
Тенор ди грация — это самый лёгкий и подвижный лирический тенор, специализирующийся на белькантовых партиях с виртуозной колоратурой и высокой тесситурой (например, Альмавива в «Севильском цирюльнике», Тонио в «Дочери полка»). Подвижные, гибкие голоса лёгких лирических теноров способны исполнять сложные орнаментальные пассажи и брать особо высокие ноты (вплоть до верхнего ре), что отлично подходит для исполнения партий, написанных Россини для контральтино. Тембр обычного лирического тенора теплее и плотнее, а его итальянский репертуар более разносторонний и мелодичный: Альфредо в «Травиате», герцог в «Риголетто», Неморино в «Любовном напитке», Эдгар в «Лючии ди Ламмермур» и т. д.

## Классические оперные партии
- Альфред (Джузеппе Верди, «Травиата»)
- Берендей (Николай Римский-Корсаков, «Снегурочка»)
- Вертер (Жюль Массне, «Вертер»)
- Владимир Игоревич (Александр Бородин, «Князь Игорь»)
- Герцог (Джузеппе Верди, «Риголетто»)
- Граф Альмавива (Джоаккино Россини, «Севильский цирюльник»)
- Индийский гость (Николай Римский-Корсаков, «Садко»)
- Левко (Николай Римский-Корсаков, «Майская ночь»)
- Ленский (Пётр Чайковский, «Евгений Онегин»)
- Лионель (Фридрих фон Флотов, «Марта»)
- Надир (Жорж Бизе, «Искатели жемчуга»)
- Неморино (Доницетти, «Любовный напиток»)
- Рамиро (Джоаккино Россини, «Золушка»)
- Рудольф (Джакомо Пуччини, «Богема»)
- Тамино (Моцарт, «Волшебная флейта»)
- Фауст (Шарль Гуно, «Фауст»)
- Эльвино (Винченцо Беллини, «Сомнамбула»)
- Юродивый (Модест Мусоргский, «Борис Годунов»)